# 瀬戸市コミュニティバス
瀬戸市コミュニティバス（せとしコミュニティバス）は、愛知県瀬戸市で運行しているコミュニティバス。

## 概要
現在の運行委託先は、瀬戸自動車運送。2010年頃までは、名鉄西部交通・あんしんネットあいちと共に3社で運行していた。
なお、年末年始（毎年12月29日から1月3日まで）は全便運休となる。

## 運賃
- 1乗車：100円（大人・子供（6歳以上）同額、障害者は半額[注 1]。1歳未満の乗客は無料、1歳以上6歳未満の乗客は6歳以上の乗客と同伴乗車する場合に限り2人まで無料）。
- 回数券が発売されている。100円券11枚綴りで価格は1000円である[1]。
- 定期券は発売されていない。
- manaca・TOICAなどのICカードは利用できない。

## 沿革
- 2006年10月29日 - 中心市街地線の試乗会を実施。
- 2006年12月16日 - 瀬戸駅前バス停で出発式を実施。
- 2006年12月16・17日 - 中心市街地線・上之山線の試乗会を実施。
- 2006年12月23日 - 試行運転開始。当初の運行会社はジェイアール東海バス（JR東海バス）と名鉄バス[注 2]。
- 2007年9月8日・9日 - せともの祭開催に伴い、全路線が無料となる[注 3]。
- 2008年4月1日 - 路線・ダイヤ改正。また運賃が1乗車200円から100円に値下げされた。
- 2020年2月16日 - 路線・ダイヤ改正。公立陶生病院のロータリーに乗り入れるようになる。
- 2020年4月1日 - 回数券の発売を開始[1]。

## 現行路線
既存の鉄道・バス路線となるべく重複しないような路線網となっている。
なお、[ ]内については一部の便のみ経由する。

### 下半田川線
- イオン瀬戸みずの店 - [水野支所] - 中水野駅 - 鹿乗町 - 定光寺公園 - 下半田川町民会館 - 妻之神
- 陶生病院 - 新瀬戸駅 - 中水野駅 - 鹿乗町 - 定光寺公園 - 下半田川町民会館 - 妻之神
- 毎週火・木・土曜日運行。定光寺公園 - 妻之神は自由降車区間（乗車は不可）。
- 陶生病院発着便については上り1本・下り2本が設定されており、その他の便についてはイオン瀬戸みずの店発着で運行されている。また、イオン瀬戸みずの店発着の午前中の便（上り・下りともに2便ずつ）については水野支所を経由する。

### 曽野線
- イオン瀬戸みずの店- 中水野駅 - 曽野 - しなのバスセンター
- 新瀬戸駅 - 中水野駅 - 曽野 - [東曽野農業倉庫] - しなのバスセンター
- 毎週月・水・金・日曜日運行。
- 新瀬戸駅発着便については上り1本・下り2本が設定されており、その他の便についてはイオン瀬戸みずの店発着で運行されている。また、新瀬戸駅発着便のうち午前の上り便と午後の下り便は東曽野農業倉庫を経由する。また、下半田川線と異なり、当系統の上り終点・下り起点は陶生病院ではなく、新瀬戸駅となっている。

### 上半田川線
- [道の駅瀬戸しなの] - バロー品野店 - しなのバスセンター - 上半田川転回場
- 中平橋 - 上半田川転回場は自由降車区間（乗車は不可）。
- 2021年（令和3年）4月1日より道の駅瀬戸しなのへの乗り入れを開始。ただし、下り第1便と上り第4便はバロー品野店を発着とし、道の駅瀬戸しなのには乗り入れない。

### 片草線
- [道の駅瀬戸しなの] - バロー品野店 - しなのバスセンター - 上品野 - 片草町民会館
- しなのバスセンター - 上品野では名鉄バスしなの線と重複するため、名鉄バスの上品野発着便が運行される朝夕については中町・城前・中洞・中品野を通過していたが、2021年4月1日より全便が全停留所に停車するように改められた。
- 2021年（令和3年）4月1日より道の駅瀬戸しなのへの乗り入れを開始。ただし、上り第1便と下り第4便はバロー品野店を発着とし、道の駅瀬戸しなのには乗り入れない。

### 岩屋堂線
- 道の駅瀬戸しなの - しなのバスセンター - バロー品野店 - 岩屋堂
- 岩屋堂で循環運転を行う。また、上半田川線・片草線と異なり下り方向基準でしなのバスセンター→バロー品野店の順に停車する。
- 2021年（令和3年）4月1日より道の駅瀬戸しなのへの乗り入れを開始。ただし、上り第1便と下り第4便はしなのバスセンターを発着とし、道の駅瀬戸しなのには乗り入れない。

### 本地線
- [陶生病院 - 瀬戸市役所 -] みどりのまち病院 - 瀬戸口駅 - [デジタルリサーチパークセンター] - 愛知医大
- 毎週火・水・木・金曜日運行。
- 陶生病院 - みどりのまち病院は一部の便のみ運行(上り2便・下り3便)。また、朝の上り第1便はバロー瀬戸西店・西本地・デジタルリサーチパークセンターを経由しない。
- 2021年（令和3年）4月1日より瀬戸市役所・みどりのまち病院・デジタルリサーチパークセンターへの乗り入れを開始するとともに、運行日を月・火・木・土曜日から火・水・木・金曜日へと改められた。
- 愛知医大及び立花[注 4]については長久手市に所在する。

### 上之山線
- 瀬戸駅前 - 文化センター - [みどりのまち病院] - 瀬戸口駅 - [瀬戸グリーンセンター] - 山口駅 - サンヒル上之山 - 八草駅
- 瀬戸駅前 - 宝ヶ丘町 - 山口駅 - サンヒル上之山 - 八草駅
- 2021年（令和3年）4月1日よりみどりのまち病院・瀬戸グリーンセンターへの乗り入れを開始。
- 宝ヶ丘町系統については2往復、文化センター・瀬戸口駅系統については上り5便・下り6便が設定されている。
- 文化センター・瀬戸口駅系統について、午前から昼過ぎにかけての上り2便・下り3便はみどりのまち病院を経由する。また、午後の上り2便・下り1便については瀬戸グリーンセンター・幡山支所方面を経由しない。

### こうはん線
- イオン瀬戸みずの店 - 東山町 - やすらぎ会館 - 新瀬戸駅 - 瀬戸市立図書館 - 陶生病院
- 陶生病院に乗り入れる路線のうち、瀬戸市立図書館へ乗り入れる路線についてはこうはん線のみである。

## 過去の路線

### 2006年12月23日 - 2008年3月31日まで

#### 名鉄バス運行路線
- 下半田川・定光寺線：中水野駅→コミュニティ水野団地（循環）→中水野駅 - （曽野稲荷前） - 定光寺公園 - 下半田川町民会館→妻之神
  - 曽野稲荷前は一部の系統のみ経由。中水野駅ゆきは、中水野駅到着後妻之神ゆきとなって水野団地を循環する。
- 瀬戸支線：瀬戸市駅 - 定光寺公園 - 下半田川町民会館→妻之神（1日1往復のみ）
- 片草・白岩線：中水野駅 - 曽野稲荷前 - 品野 - 片草町民会館
- 岩屋堂支線：中水野駅 - 曽野稲荷前 - 品野 - 岩屋堂
- 上之山線：緑町 - 瀬戸口駅 - 山口駅 - 海上の森センター - 八草駅

※ なお、下半田川・片草・岩屋堂・八草駅には、過去にJR東海バスの路線が運行されていた。

#### JR東海バス運行路線
- 中心市街地線：中水野駅 - コミュニティ水野団地 - やすらぎ会館 - 瀬戸駅前 - 瀬戸公園 - 文化センター - 瀬戸口駅
- 中心市街地線：中水野駅 - 市民公園口 - 陶生病院北 - 瀬戸口駅（1日1往復のみ）

### 2008年4月1日 - 2011年3月31日まで

#### 名鉄西部交通運行路線
- 下半田川線：ジャスコ瀬戸みずの店・水野支所・瀬戸市駅 - 中水野駅 - 鹿乗町 - 定光寺公園 - 下半田川町民会館 - 妻之神
  - 毎週火・木・土曜日運行。
- 曽野線：ジャスコ瀬戸みずの店・瀬戸市駅 - 中水野駅 - 曽野 - 品野支所 - 品野
  - 毎週月・水・金・日曜日運行。
- 上半田川線：品野支所 - 上半田川口 - 榎戸
- 片草線：品野支所 - 上品野 - 片草町民会館
- 岩屋堂線：品野支所 - 岩屋堂
  - 岩屋堂で循環運転を行う。

#### あんしんネットあいち運行路線
- 本地線：陶生病院 - 瀬戸口駅 - 坂上町東
  - 毎週月・火・木・土曜日運行。
- 上之山線：瀬戸駅前 - 文化センター - 瀬戸口駅 - 山口駅 - サンヒル上之山 - 八草駅
- 上之山線：瀬戸駅前 - 宝ヶ丘町 - 山口駅 - サンヒル上之山 - 八草駅

#### 瀬戸自動車運送運行路線
- 中心市街地線：中水野駅 - コミュニティ水野団地 - やすらぎ会館 - 瀬戸駅前

## 車両
現在は、全路線ともジャンボタクシー（トヨタ・ハイエース）によって運行されている。過去の運行状況を踏まえ、品野3線（上半田川線・片草線・岩屋堂線）と本地線は9人乗り、下半田川線・曽野線と上之山線、こうはん線は13人乗りの車両が使われている。
2016年（平成28年）4月に更新されたこうはん線の車両デザインは、染付ブルーをベースに市の花である椿と中心市街地を流れる瀬戸川がデザインされている。
2020年（令和2年）10月に更新されたこうはん線以外の車両のデザインについては瀬戸市ロゴマークを基調としている。
- 下半田川線・曽野線：清流ライトブルーをベースに皿と箸
- 品野3線：椿レッドをベースに土鍋
- 上之山線：里山グリーンをベースに急須
- 本地線：染付ブルーをベースにカップ&ソーサー（ラテアート）

2008年（平成20年）4月までは、名鉄バスは三菱ふそう・エアロミディME、JR東海バスは日野・ブルーリボンシティと日産ディーゼル・UAを使用していた。塗色の変更はされていなかったが、前面に「瀬戸市コミュニティバス」と書かれたバスマスクを付けていた。
試乗会では、名鉄バスは三菱ふそう・エアロミディMKを使用していた。

## 利用状況
2012年（平成24年）度以降の各路線の利用者数は以下の通りである。
| 年度               | 下半田川線 | 曽野線 | 上半田川線 | 片草線 | 岩屋堂線 | 本地線 | 上之山線 | こうはん線 |
| ------------------ | ---------- | ------ | ---------- | ------ | -------- | ------ | -------- | ---------- |
| 2012年（平成24年） | 4,366      | 9,685  | 5,008      | 5,935  | 3,349    | 5,639  | 31,770   | 28,081     |
| 2013年（平成25年） | 4,138      | 9,847  | 5,185      | 5,413  | 4,411    | 6,506  | 29,227   | 28,230     |
| 2014年（平成26年） | 4,187      | 10,148 | 4,168      | 5,413  | 4,486    | 6,953  | 27,603   | 28,130     |
| 2015年（平成27年） | 4,198      | 9,094  | 3,943      | 4,926  | 4,075    | 7,037  | 26,299   | 27,865     |
| 2016年（平成28年） | 4,121      | 8,677  | 4,595      | 4,591  | 4,033    | 6,289  | 29,491   | 31,828     |
| 2017年（平成29年） | 1,910      | 8,619  | 4,976      | 4,473  | 4,144    | 7,034  | 30,412   | 31,785     |
| 2018年（平成30年） | 3,702      | 9,676  | 4,565      | 3,750  | 4,211    | 7,116  | 30,769   | 32,547     |
| 2019年（令和元年） | 4,855      | 10,136 | 5,108      | 3,683  | 4,632    | 6,885  | 31,179   | 33,336     |
| 2020年（令和2年）  | 3,964      | 9,112  | 4,580      | 3,088  | 4,256    | 5,577  | 23,198   | 25,170     |
| 2021年（令和3年）  | 3,489      | 8,820  | 4,636      | 2,646  | 3,579    | 4,916  | 23,917   | 26,628     |
| 2022年（令和4年）  | 3,866      | 9,886  | 4,784      | 2,411  | 2,782    | 5,579  | 25,309   | 28,524     |